# Randia capitata
Randia capitata är en måreväxtart som beskrevs av Dc.. Randia capitata ingår i släktet Randia och familjen måreväxter. Inga underarter finns listade i Catalogue of Life.